# Hylesia tiphys
Hylesia tiphys är en fjärilsart som beskrevs av Paul Dognin 1916. Hylesia tiphys ingår i släktet Hylesia och familjen påfågelsspinnare. Inga underarter finns listade i Catalogue of Life.